# Římskokatolická farnost Všemina
Římskokatolická farnost Všemina je územní společenství římských katolíků s farním kostelem svatého Jana Nepomuckého v děkanátu Vizovice. 

## Historie farnosti
Farní kostel sv. Jana Nepomuckého ve Všemině vybudoval neznámý stavitel v letech 1780 až 1784. Jeho výstavba souvisela se zřízením všeminské farnosti. Fara byla postavena roku 1795.

### Historie duchovních správců ve farnosti

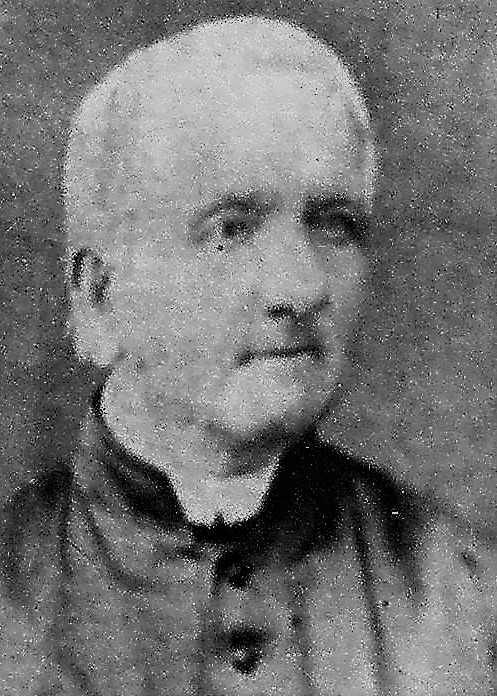
P. Ignác Böhm

P. Ignác Antonín Böhm, (*31.7.1805 v Novém Jičíně), syn Antonína Böhma a jeho manželky Magdaleny. Byl nejstarším ze tří sourozenců (bratr Antonín (1808) a sestra Karolina (1815)).
    Po absolvování piaristického gymnázia v Kroměříži a studiu v letech 1825-1829 na Františkově univerzitě v Olomouci, byl vysvěcen dne 4. 9. 1829 metropolitou kardinálem Rudolfem Janem Josefem Rainierem Habsbursko-Lotrinským. Již od podzimu téhož roku do podzimu 1842 byl ustanoven kooperátorem (kaplanem) ve Vrahovicích. Od října 1842 do října 1857 sloužil ve Všemině, od října 1857 do června 1858 byl farářem v Kašavě. Dnem 17. 6. 1858 byl jmenován farářem ve Vrahovicích. V době svého působení P. Ignác obnovil činnost Bratrstva P. Marie bolestné (založené 1744 farářem J. J. Patilkem, zrušené v josefínské době v r. 1784), jejímiž příslušníky byli věřící z širokého okolí.  Výrazně zracionalizoval evidenci členů a zavedl i evidenci příjmů a vydání Bratrstva.
    Dne 18. 9. 1878 v 73 letech jej povolal Bůh na Věčnost. P. Ignác byl pohřben kosteleckým děkanem Antonínem Trnkou a prostějovským farářem Josefem Novákem dne 21.9.1878 ve Vrahovicích, v místě svého posledního působiště. Byl to jeho původní hrob. Pak přesně po 120 letech v r. 1998 byl do něj pohřben jeden z jeho následovníků P. Josef Střída. Připomínkou toho je nápis na zmiňovaném hrobě, s nímž toto místo posledního odpočinku a Vzkříšení, společně sdílejí.

## Duchovní správci
Farářem je od prosince 2010 R. D. Ing. František Kuběna.

## Bohoslužby
| Kostel                   | Místo   | Bohoslužba (den)                                 | Hodina                            | Poznámka     |
| ------------------------ | ------- | ------------------------------------------------ | --------------------------------- | ------------ |
| svatého Jana Nepomuckého | Všemina | neděle pondělí úterý středa čtvrtek pátek sobota | 7.30, 10.30 17.45 6.30 17.45 6.30 | farní kostel |

## Aktivity ve farnosti
Ve farnosti se pravidelně koná tříkrálová sbírka. V roce 2017 činil její výtěžek 46 615 korun.